# 卓越紅花介
卓越紅花介（学名：Cytheroma eximius）为魚形介科紅花介屬下的一个种。